# Бурзян-Тангаурівське повстання
Бурзян-Тангаурівське повстання (башк. Бөрйән-Түңгәүер ихтилалы) — повстання, що відбувалося в 1920–1921 роках. на території Бурзян-Тангауровського, Там'ян-Катайського, Усерганського кантонів Автономної Башкирської Радянської Республіки.

## Причини повстання
Основна причина виникнення повстання полягала у запровадженні радянською владою політики військового комунізму та у зв'язку з відставкою 1-го складу Башкирського військово-революційного комітету у червні 1920 року. Також причинами були арешти деяких делегатів-учасників I з'їзду робітників, селян і червоноармійців Бурзян-Тангауровського кантону, незадоволених проведеною національною політикою Башревкому 2-го складу, Башобкому РКП(б), РНК РРФСР за винятком башкир з посад вищих органів.
Декрет ВЦВК і РНК РРФСР «Про державний устрій Автономної Радянської Башкирської Республіки» від 19 травня 1920 року викликав невдоволення серед башкир і також спричинив основну причину партизанської війни проти центральної влади.

## Хід бойових дій
Безпосередньо на території автономії почалося формування башкирських озброєних антирадянських повстанських загонів — подібні події відбувалися в Уфимській, Пермській та інших губерніях раніше — 1918 року. Відмінності у часі пов'язані з діяльністю колишнього складу Башревкому, який проводив окрему внутрішню політику на відміну сусідніх губерній. Наприклад, у республіці не застосовувалася продрозкладка, але з обранням нового складу Башревкому вона стала широко використовуватися, що призвело до численних збройних конфліктів. Ці конфлікти збіглися з переслідуванням прихильників «старого» ревкому. У результаті, влітку 1920 року виникли масові повстання з епіцентром в південно-східних кантонах АБСР (Бурзян-Тангауровському, Там'ян-Катайському, Усерганському кантонах), а у вересні, у зв'язку з появою нових вогнищ повстань, військове становище було введено. Основний кістяк повсталих складали башкири. На їхнє придушення були направлені загони Башкирської надзвичайної комісії під загальним командуванням В. Полєнова, який, прибувши до Баймака, встановив військову диктатуру, розігнав місцеві органи влади та оголосив «нещадну боротьбу з рухом башкир», називаючи його «бандитським». Загонами ЧК без суду та слідства було розстріляно 10 членів Бурзян-Тангаурівського кантивиконкому, проводилася політика «масового залякування», що супроводжувалася вбивствами та тортурами мирного башкирського населення.
У липні — серпні С. Мурзабулатовим, Х. Унасовим, Ф. Магасумовим, А. Ішмурзіним, Г. Амантаєвим, Г. Аітбаєвим, З. Галіним, М. Мустафіним, М. Расулєвим, М. Сагітова, Ф. Юламанова та іншими створювалися збройні загони, які у вересні були об'єднані в Башкирську Червону Армію. Командувачем Башкирської Червоної Армії було обрано Ф. Б. Магасумов, начальником 1-ї дивізії — Х. Г. Унасов, 2-ї дивізії — Ф. Юламанов. Головою Реввійськради був С. Ш. Мурзабулатов, начальником штабу — Б. Ланін.
Основними вимогами повсталих були:
- позбавлення владних повноважень Башкирського обкому РКП(б);
- повернення до уряду членів Башревкому першого складу;
- про незалежну від РНК РРФСР та ВЦВК роботу Башревкому;
- про припинення політики військового комунізму тощо.

Чисельність повстанських загонів, які ділилися на полки і навіть були зведені в дивізію під командуванням X. Унасова, сягала 3 тисяч осіб. На півночі Там'ян-Катайського кантону діяв загін Фаткулли Магасумова, чисельність якого сягала 3 тисяч повстанців. Загін Ф. Магасумова неодноразово робив напади на Златоуст та інші заводи та населені пункти. У районі Білорецька діяв повстанський загін із чисельністю 4 000 осіб, у районі Аскарово — 1 тис. чол., у районі Байназарове — близько 1 тис. осіб.
Повстанці нападали на радянські установи та продзагони. Прибулі 1 серпня до с. Темясово представник Башкирського ЦВК, Башобкому РКП(б) та БашНК Є. Полєнов та голова Комісії з боротьби з дезертирством М. Руденку, тимчасово припиняють роботу місцевих органів влади. Було організовано штаб боротьби з контрреволюцією і запроваджено військове становище у Бурзян-Тангауровском кантоні. Починаються масштабні арешти, тортури та вбивства башкирського населення.
10 вересня 1920 року в засіданні Там'ян-Катайського кантивиконкому брав участь комбриг Муса Муртазін, який нещодавно повернувся з польського фронту. Він запропонував вивести межі кантону всі російські каральні загони, амністувати повсталих башкир, призначати відповідальні посади башкирських працівників і створити спеціальну слідчу комісію.
У вересні—жовтні у Там'ян-Катайському кантоні (біля н/п Аюсазово, Кутуєво, Кусімове, Муракаєве, Юламанове та ін.) між РСЧА та військами ВОХР з одного боку та повстанцями з іншого відбувалися бої, що закінчилися поразкою останніх.
26 листопада 1920 року між представниками ЦВК БАРСР та представниками Башобкому РКП(б) під керівництвом П. Мостовенка та частиною керівників повстання на чолі із С. Ш. Мурзабулатовим було укладено угоду. Відповідно до нього припиняється робота Реввійськради Башкирської Червоної Армії, гарантується амністія для повстанців, які добровільно склали зброю. Обвинувачені у застосуванні насильства проти башкирського населення Є. Полєнов, М. Руденко та інші мали притягатися до кримінальної відповідальності.
9 грудня 1920 року президія БашЦВК та обком направили для придушення нового спалаху повстання в Усерганському кантоні загін під командуванням Симонова.
На початку 1921 року багато повстанців складають зброю. Весною 1921 року частина повсталих на чолі Р. Амантаєвим та Ф. Магасумовим приєднуються до повстанського руху під проводом Охранюка-Черського.

## Підсумки повстання
Відповідно до угод, у грудні 1920 року карателів Є. Полєнова, М. Руденка, А. Бікчуріна, М. Курочкіна, С. Єлкібаєва, Х. Карімова та інших відправляють у Стерлітамакську в'язницю, а 5 лютого 1921 року Є. Полєнова разом із ще 6 комуністами-командирами у розпорядження центрального ВНК. Голова БашЧК І. Каширін заявляв, що всі «звинувачення — вигадки башкирських націоналістів». 11 березня 1921 року було оголошено вирок у цій справі: «Не доведено розстріли, пограбування, вбивства та інші злочини Полєнова та інших», які були звільнені.
Більшість керівників повстання були піддані репресіям та розстріляні. За офіційними даними, під час повстанського руху карателями вбито 10 000 башкир.
Загалом, повстанський рух у 1920—1921 роках. не зумів внести істотних коректив у державно-правове становище Башкирської автономії, хоча деякі поступки з боку центральної влади були.